# Szamuely Tibor (politológus)
Szamuely Tibor (Moszkva, 1925. május 17. – London, 1972. december 10.) politológus, történész, egyetemi tanár, Szamuely László közgazdász testvére, Szamuely Tibor népbiztos unokaöccse.

## Élete
Moszkvában született, édesapja Szamuely György (1899–1938) volt, Szamuely Tibor testvére. Mivel apja foglalkozása miatt rendszeresen utazott, Tibor Angliában járt iskolába (1932–1934). Apját 1937-ben letartóztatták, majd kivégezték. A második világháborúban a Vörös Hadseregben harcolt, majd beiratkozott az egyetemre, ahol doktori fokozatot szerzett. 1951-ben letartóztatták, s a vorkutai táborba internálták. Két év múlva szabadult. Ekkor megkapta az engedélyt, hogy Magyarországra telepedhessen családjával. Budapestre költöztek, ahol a tudományegyetem Bölcsésztudományi Karán az újkori egyetemes történeti tanszék egyetemi tanáraként dolgozott, s az egyetem rektorhelyettese volt. A pártvezetéssel történt konfliktusa miatt ez utóbbi tisztségből eltávolították. 1960-tól 1964-ig az MTA Történettudományi Intézetének volt főmunkatársa. 1963 végén Ghánába küldték tanítani, a Kwame Nkrumah Ideológiai Intézetbe. Innen Angliába emigrált, ahol a Reading University politológia tanára lett, s mint a szovjet ügyek szakértője, rendszeresen publikált folyóiratokban.
Fő kutatási területe az újkori egyetemes történelem volt, s ennek szellemében publikált egy, az 1870 és 1918 közötti időszakról forráskiadványt, Az újkori egyetemes történelem dokumentumokban, 1870–1918 (Bp., 1962) címmel. Kutatta továbbá a nemzetiszocializmus magyarországi és európai történetét. Több középiskolai történelemkönyv társszerzője volt.

## Főbb művei
- A KMP megalakulása és harca a proletárdiktatúráért (Bp., 1964)
- A nemzeti szocializmus (Bp., 1964)
- Socialism and the Great War: The Collapse of the Second International (London, 1972)
- The Russian Tradition (London, 1974)
- Socialism and liberty (London, 1977)